# Matea Jelić
Matea Jelić (Knin, 23 de diciembre de 1997) es una deportista croata que compite en taekwondo.
Participó en los Juegos Olímpicos de Tokio 2020, obteniendo una medalla de oro en la categoría de –67 kg.
Ganó una medalla de bronce en el Campeonato Mundial de Taekwondo de 2023 y tres medallas en el Campeonato Europeo de Taekwondo entre los años 2016 y 2024.

## Palmarés internacional
| Juegos Olímpicos   | Juegos Olímpicos  | Juegos Olímpicos  | Juegos Olímpicos |
| Año                | Lugar             | Medalla           | Categoría        |
| ------------------ | ----------------- | ----------------- | ---------------- |
| 2020               | Tokio (Japón)     | Medalla de oro    | –67 kg           |
| Campeonato Mundial |                   |                   |                  |
| Año                | Lugar             | Medalla           | Categoría        |
| 2023               | Bakú (Azerbaiyán) | Medalla de bronce | –73 kg           |
| Campeonato Europeo |                   |                   |                  |
| Año                | Lugar             | Medalla           | Categoría        |
| 2016               | Montreux (Suiza)  | Medalla de bronce | –67 kg           |
| 2021               | Sofía (Bulgaria)  | Medalla de oro    | –67 kg           |
| 2024               | Belgrado (Serbia) | Medalla de bronce | –73 kg           |